# Ouder-Amstel
Ouder-Amstel é um município dos Países Baixos, situado na província da Holanda do Norte. Tem 25,78 km² de área e sua população em 2020 foi estimada em 14.065 habitantes.